# Nicolas Vereecken
Nicolas Vereecken (Beveren, 21 februari 1990) is een Belgisch voormalig professioneel wielrenner. Hij reed tijdens zijn carrière voor onder meer An Post-Chainreaction en Vérandas Willems. In zowel 2013 als 2015 won hij het eindklassement van de Topcompetitie, een nationaal regelmatigheidsklassement.

## Overwinningen
2008
Eindklassement Sint-Martinusprijs te Kontich, junioren
2014
Puntenklassemen Kreiz Breizh Elites
2015
4e etappe Ronde van Normandië
2016
2e etappe Circuit des Ardennes

## Resultaten in voornaamste wedstrijden
|      | \| Jaar \| Parijs-Tours \| \| ---- \| ------------ \| \| 2017 \| 153e \| |
| Jaar | Parijs-Tours                                                             |
| 2017 | 153e                                                                     |

## Ploegen
- 2013 –  An Post-Chainreaction
- 2014 –  Vérandas Willems
- 2015 –  Team3M
- 2016 –  An Post-Chain Reaction
- 2017 –  Roubaix Lille Métropole

Archbold · Bennett · Downey · Eeckhout · Franssen · Frend · Gate · Ghyllebert · McLaughlin · McNally · O'Shea · Van Vooren · Vanden Bak · Vereecken · Vermote · Wilson · Wytinck
Bille · Burton · Carnevali · Convens · De Troch · de Winter · Goolaerts · Mannaerts · Mertz · Pardini · Smeyers · Touquet · Vanderaerden · Vandyck · Vereecken · Wastyn · Wauters · Van Gucht (stagiair)
Bennett · Bovenhuis · Gate · Spark · McConvey · Montgomery · Scott · Shaw · Stannus · Stewart · Vereecken · Wastyn · Watson · Wilson · Fyffe (stagiair) · McKenna (stagiair)